# 永藤歩
永藤 歩（ながとう あゆむ、1997年12月25日 - ）は、千葉県出身のサッカー選手。ポジションはFW。

## 来歴
船橋市立船橋高等学校から2016年にモンテディオ山形に加入した。4月17日のJ2第8節の北海道コンサドーレ札幌戦でプロ初出場を果たす。11月6日のJ2第40節のV・ファーレン長崎戦の後半アディショナルタイムにプロ初ゴールを果たした。
2018年、ザスパクサツ群馬に育成型期限付き移籍。2019年、山形に復帰。
2019年8月にFCマルヤス岡崎に育成型期限付き移籍。しかし、2019年12月30日に現役を引退することが発表された。22歳の若さでの引退となったが、永藤本人は「後ろ向きな決断ではなく、前向きな決断を出来たと思っています。」とコメントした。
その後山形県内の飲食店に勤めた後に2021年2月15日、千葉県社会人サッカーリーグ1部の成田ユナイテッドへの加入・現役復帰が発表された。また同年10月には成田市に「焼肉牛参道」を開店させている。

## 所属クラブ
ユース経歴
- FCボレイロ成田
- 順蹴フットボールアカデミー（成田市立西中学校）[7]
- 市立船橋高等学校

プロ経歴
- 2016年 - 2019年  モンテディオ山形
  - 2018年  ザスパクサツ群馬（育成型期限付き移籍）
  - 2019年8月 - 12月 FCマルヤス岡崎（育成型期限付き移籍）
- 2021年 - Narita united

## 個人成績
| 国内大会個人成績 | 国内大会個人成績 | 国内大会個人成績 | 国内大会個人成績 | 国内大会個人成績 | 国内大会個人成績 | 国内大会個人成績 | 国内大会個人成績 | 国内大会個人成績 | 国内大会個人成績 | 国内大会個人成績 | 国内大会個人成績 |
| 年度             | クラブ           | 背番号           | リーグ           | リーグ戦         | リーグ戦         | リーグ杯         | リーグ杯         | オープン杯       | オープン杯       | 期間通算         | 期間通算         |
| 年度             | クラブ           | 背番号           | リーグ           | 出場             | 得点             | 出場             | 得点             | 出場             | 得点             | 出場             | 得点             |
| 日本             | 日本             | 日本             | 日本             | リーグ戦         | リーグ戦         | リーグ杯         | リーグ杯         | 天皇杯           | 天皇杯           | 期間通算         | 期間通算         |
| ---------------- | ---------------- | ---------------- | ---------------- | ---------------- | ---------------- | ---------------- | ---------------- | ---------------- | ---------------- | ---------------- | ---------------- |
| 2016             | 山形             | 26               | J2               | 11               | 1                | -                | -                | 0                | 0                | 11               | 1                |
| 2017             | 山形             | 26               | J2               | 19               | 2                | -                | -                | 1                | 0                | 20               | 2                |
| 2018             | 群馬             | 25               | J3               | 2                | 0                | -                | -                | 0                | 0                | 2                | 0                |
| 2019             | 山形             | 26               | J2               | 0                | 0                | -                | -                | 0                | 0                | 0                | 0                |
| 2019             | マルヤス         | 32               | JFL              | 13               | 4                | -                | -                | -                | -                | 13               | 4                |
| 通算             | 日本             | 日本             | J2               | 30               | 3                | -                | -                | 1                | 0                | 31               | 3                |
| 通算             | 日本             | 日本             | J3               | 2                | 0                | -                | -                | 0                | 0                | 2                | 0                |
| 通算             | 日本             | 日本             | JFL              | 13               | 4                | -                | -                | -                | -                | 13               | 4                |
| 総通算           | 総通算           | 総通算           | 総通算           | 45               | 7                | -                | -                | 1                | 0                | 46               | 7                |

- Jリーグ初出場 - 2016年4月17日 J2 第8節 対北海道コンサドーレ札幌戦 (NDスタ)
- Jリーグ初得点 - 2016年11月6日 J2 第40節 対V・ファーレン長崎戦 (NDスタ)

## タイトル

### 個人
- 2015年全国高校総体・優秀選手（2015年）[8]

## 代表歴
- U-18日本代表（2015年）